# Muret (architecture)
 (février 2025).
Si vous disposez d'ouvrages ou d'articles de référence ou si vous connaissez des sites web de qualité traitant du thème abordé ici, merci de compléter l'article en donnant les références utiles à sa vérifiabilité et en les liant à la section « Notes et références ».
Pour les articles homonymes, voir Muret.

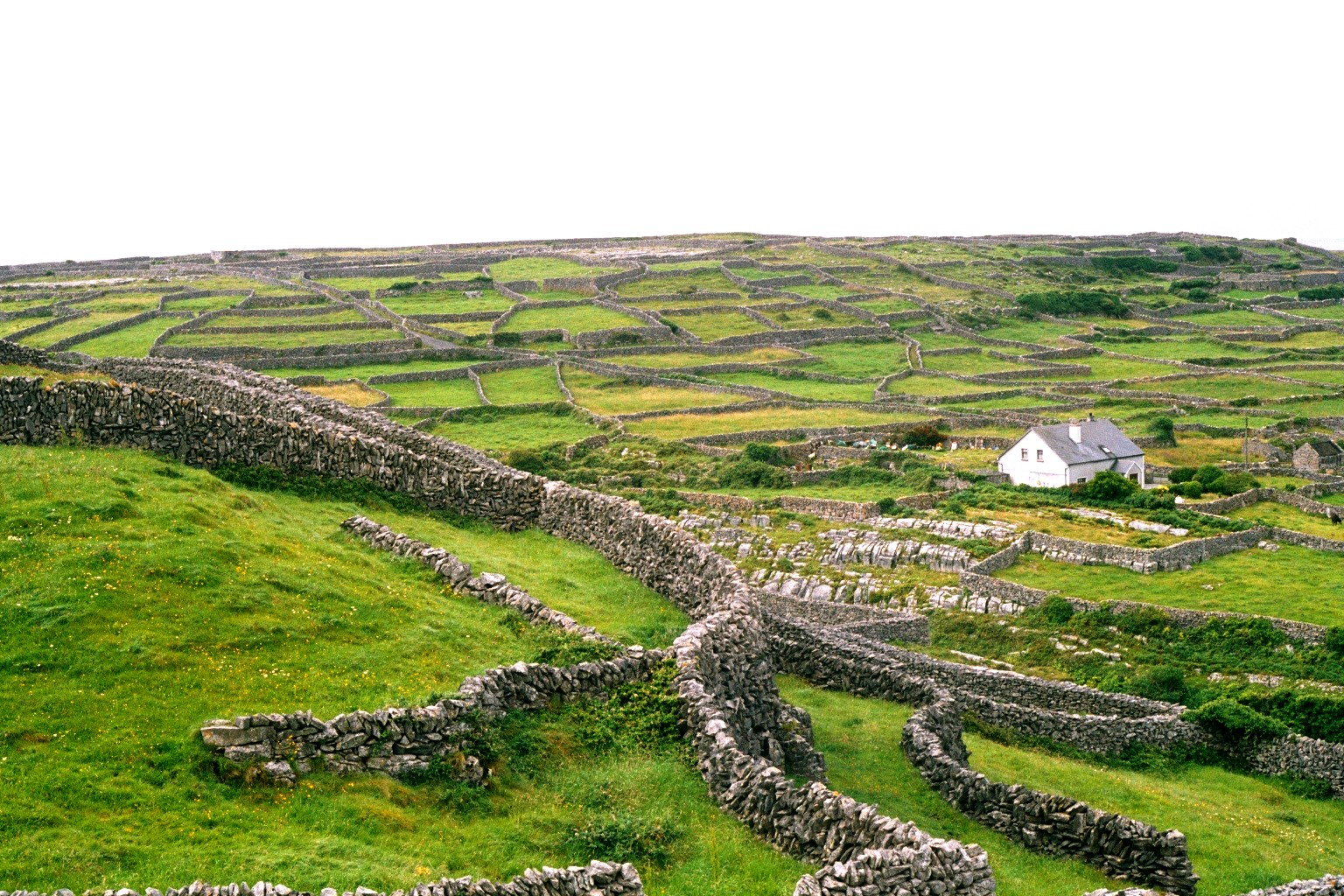
Maillage d'un paysage par des murets à Inisheer (Irlande)

Un muret est une clôture artificielle formée au mieux par l'agencement méticuleux, au pire par l'empilement simple de pierres employées soit sèches, soit liées avec du mortier.
Les murets sont des composants essentiels du paysage rural. Ils sont inséparables des travaux de mise en valeur des terres et des activités pastorales.

## L'origine des murets
Les murets sont apparus dans toutes les régions où s’est développée une agriculture sédentaire. Ils ont été construits moins, comme on le croit trop souvent, par la simple collecte et l’empilement des pierres éparses mises au jour par le travail du sol, que par le défonçage et l'épierrement massif de parcelles nouvellement créées.
Bien que couramment considérés comme faisant partie de l'espace naturel, les murets sont les premiers éléments d'artificialisation d'un paysage.
- En plaine, les murets sont disposés usuellement en limites de parcelles et remplissent alors le rôle de clôture en matérialisant une propriété. Les pierres les plus volumineuses bornent les angles ou les entrées.

- En zones pentues, on les retrouve disposés perpendiculairement aux lignes de pente afin d’assurer une stabilisation des terres. Cette implantation est fréquente dans les cultures en terrasse des régions méditerranéennes, soumises à des précipitations brèves et abondantes qui favorisent l’érosion des sols.

- En zone montagneuse ou dans les sites exposés où la végétation est rare, les murets sont construits par les bergers pour créer des enclos pour le bétail.

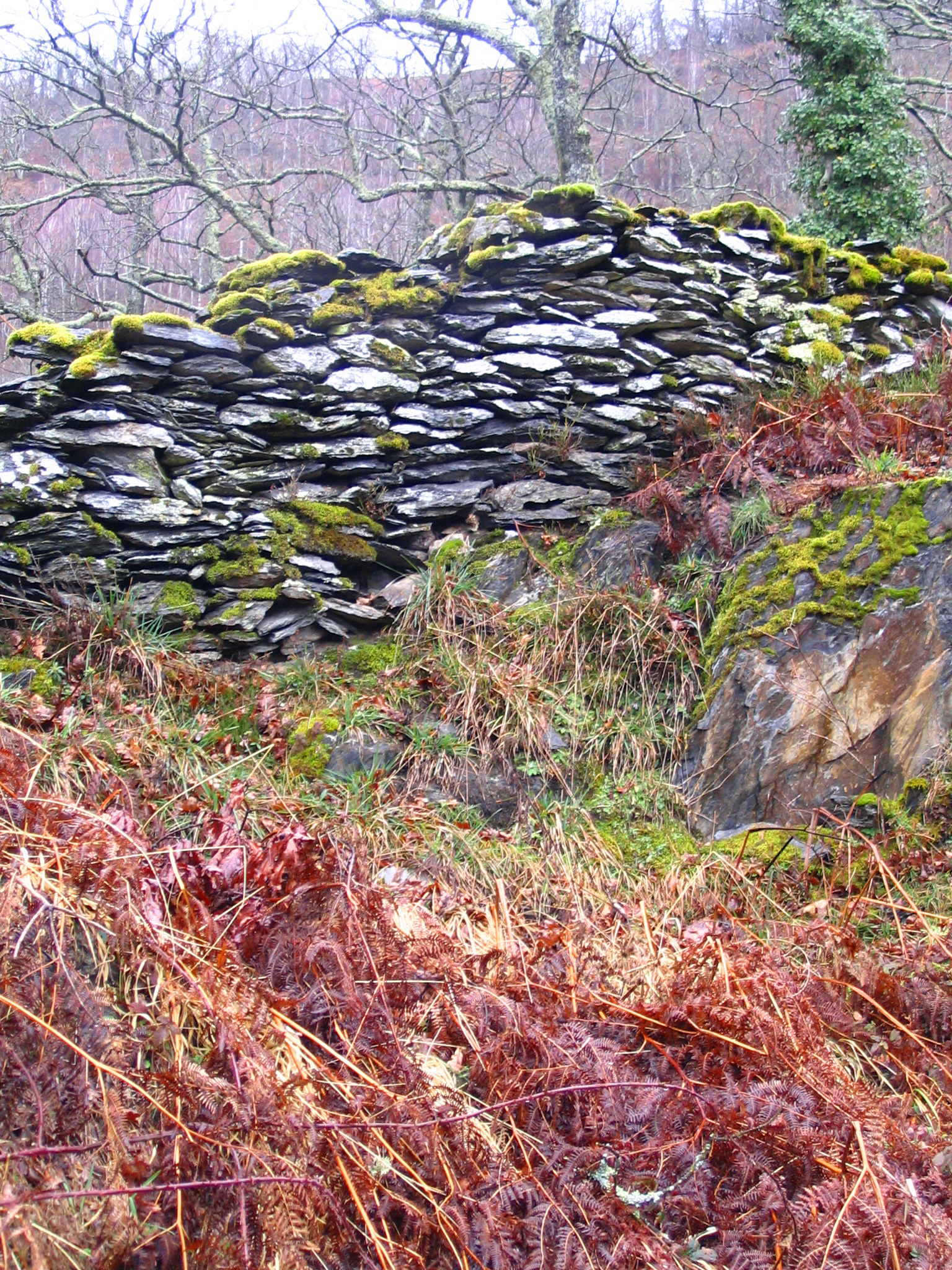
Muret de pierres sèches (schistes et granit) en zone de montagne, Vallée d'Ossau. Il assurait, avant son abandon, la protection d'une zone de pâture.

## Rôle des murets dans la structure des paysages
La trame des murets forme l’ossature des paysages ruraux. Ils sont les témoins d’une activité humaine et des efforts de l’homme pour domestiquer la nature. Leur disposition est révélatrice des liens sociaux et de l’histoire des lieux. Orientation parallèle à une voie d’accès (parfois disparue), disposition concentrique autour d’un village, donnent à lire l’évolution du lieu et de sa population.
Les murets sont les premiers composants de mise en valeur du paysage. La protection qu'ils assurent contre les intempéries permet la croissance de la végétation et la mise en place rapide d'un boisement ou d'une culture.

## Rôle des murets dans la biodiversité
Les murs et murets en pierres sèches jouent un rôle essentiel dans la préservation de la biodiversité en offrant des micro-habitats favorables à de nombreuses espèces de faune et de flore. Les interstices entre les pierres servent de refuges pour de petits animaux, tandis que certaines plantes y fixent leurs racines. Ces structures abritent une flore spécifique, notamment des fougères comme la Rue des Murailles (Asplenium ruta-muraria) et des plantes à fleurs telles que la Linaire cymbalaire (Cymbalaria muralis). Elles accueillent également une faune variée, des invertébrés aux reptiles, contribuant ainsi à la richesse écologique des milieux où elles se trouvent.
Durant la journée, le muret absorbe la chaleur du soleil, qu’il restitue pendant la nuit, un peu à la manière d’un radiateur à accumulation. Nombre d’insectes viennent s’y réchauffer, profitant non seulement des rayons directs, mais également de la chaleur qui émane des pierres
Une grande quantité d'insectes (araignées, guêpes maçonnes), de reptiles (lézards, couleuvres, vipères), d'oiseaux et de petits mammifères peuvent y trouver refuge.
Étant donné la nature du muret, on y trouve plus généralement des plantes adaptées aux climats secs (lichens, mousses, fougères).
Toutes ces espèces, animales et végétales, se différencieront en fonction de l'exposition et de l'orientation du muret. On pourra même trouver des espèces totalement différentes colonisant chacune de ses faces.

## Construire un muret respectant la biodiversité
On distingue deux types de murets :
- le muret de pierres sèches ;
- le muret maçonné.

Par respect pour la biodiversité, la construction s’effectue en utilisant des matériaux et des procédés traditionnels.
Les murs de facture classique sont à éviter car leurs parois lisses et uniformes sont peu accueillantes pour la faune et la flore. L’absence de petites cavités, d’anfractuosités et de point d’ancrage en fait bien souvent des milieux stériles.
L’utilisation de matériaux à la structure irrégulière comme les pierres ou les briques est donc préconisée afin de donner au muret tout un potentiel écologique. L’utilisation d’un mortier à base de chaux, ou de pierres calcaires, favorise évidemment la présence de communautés végétales calcicoles. Inversement on pourra, dans une région donnée, privilégier les groupements silicicoles sur d’autres matériaux.

### Le muret de pierre sèche
- L’orientation

À moins que ce ne soit un mur de soutènement, le mur comporte deux faces. Afin de maximiser la variété spécifique des espèces qui le coloniseront, on pourra choisir une orientation qui permette d’avoir deux expositions très différentes au soleil et aux vents dominants. 
- Les fondations

Pour un mur d’une hauteur de 1 à 1,5 m et de 0,8 à 1,20 m de largeur, prévoir des fondations entre 20 et 30 cm de profondeur. Ces fondations en sable et graviers ou petits cailloux bien tassés permettront d’assurer la stabilité et le drainage de l’ouvrage. On pourra les recouvrir d’une couche de grosses pierres pour plus de solidité.
- Les pierres

La nature chimique des matériaux est aussi un facteur important. On pourra utiliser, selon la disponibilité locale, des pierres de grès ou de calcaire. Cela favorisera en particulier la présence de communautés calcicoles. Les pierres plates ou à angles aigus convienent mieux car elles s’empilent et se bloquent facilement sans usage de mortier.
- Le muret sera ensuite élevé sur une hauteur de 1  à   1,5 m, avec une pente de 10 à 20 % pour assurer la stabilité de l'ouvrage. L’espace compris entre les deux lits de pierres sera comblé par du sable ou de la terre (favorables à la ponte des lézards).

### Le muret maçonné
La construction d'un muret maçonné se fera selon la même technique que pour le muret de pierres sèches. On utilisera un mortier composé d'un seau de chaux aérienne éteinte (CAEB ou fleur de chaux) pour trois seaux de sable gras.
Si le mur assure une fonction de soutènement, préférer un mortier composé d'un seau de chaux pour deux de sable de rivière. À certains endroits non exposés, on peut mettre de la terre en lieu et place du mortier.